# Großherzogtum Frankfurt
Das Großherzogtum Frankfurt existierte von Februar 1810 bis Dezember 1813. Mit 302.000 Einwohnern war es ein (bis auf die Exklave Wetzlar) zusammenhängender Modellstaat von 5.160 km² innerhalb des Rheinbundes. Hauptstadt und Regierungssitz war Frankfurt am Main. Der Großherzog residierte zumeist im Schloss Johannisburg in Aschaffenburg. In der Hauptstadt war ihm als offizielle Residenz das Palais Thurn und Taxis überlassen worden.

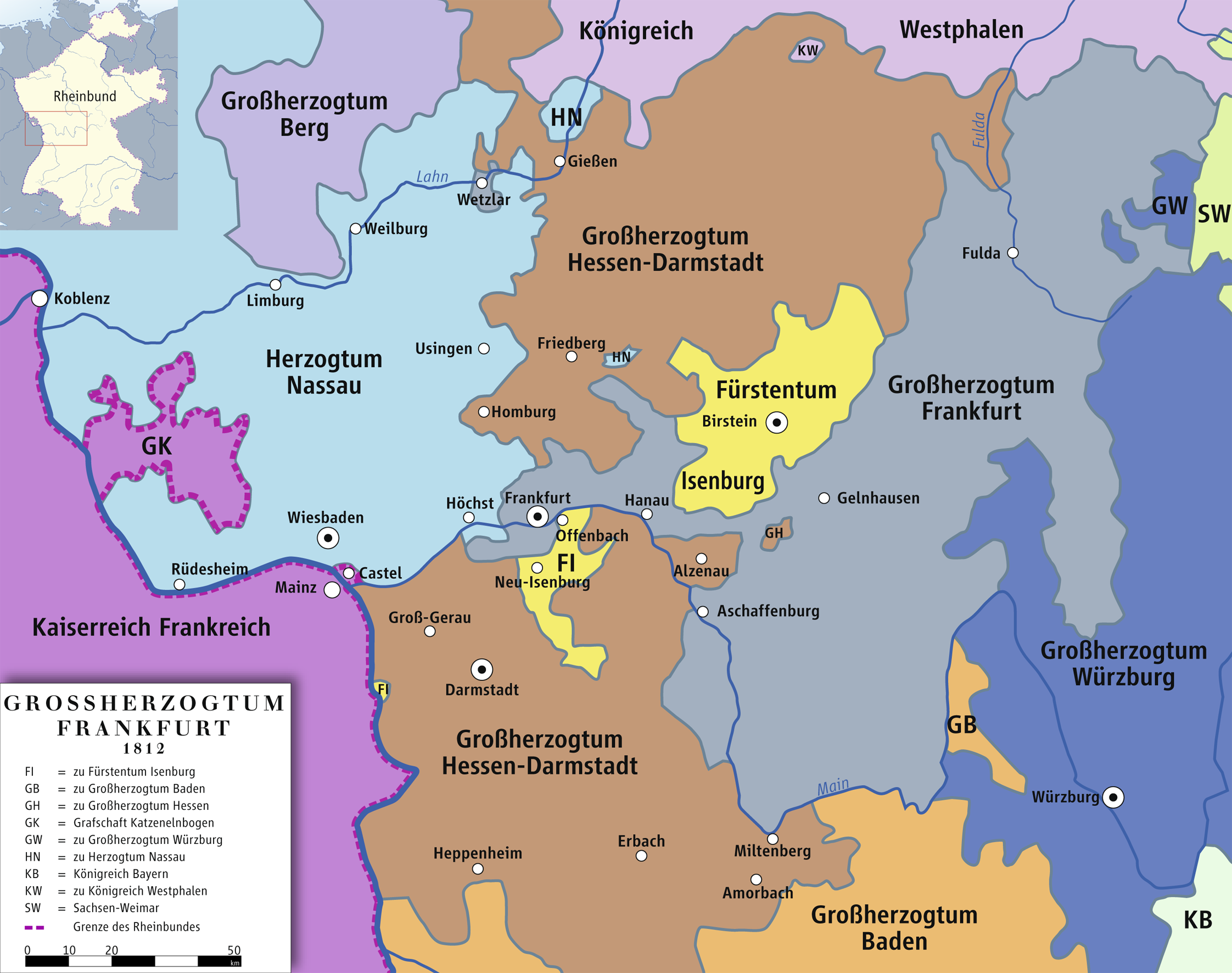
Das Großherzogtum (grau) und seine Nachbarstaaten

1. Frankfurt; 2. Aschaffenburg; 3. Fulda; 4. Hanau; Herz: Familie Dalberg

## Geografie
Die Fläche des Großherzogtums betrug 5.160 km², die Einwohnerzahl belief sich auf 302.000. Mit Ausnahme der Exklave Wetzlar war es ein territorial zusammenhängendes Staatsgebiet, das in die vier Departements Frankfurt, Hanau, Aschaffenburg und Fulda eingeteilt war.
Das Großherzogtum reichte im Norden an die Provinz Oberhessen (nördlicher Landesteil des Großherzogtums Hessen), das Fürstentum Isenburg (nördlicher Teil mit Wächtersbach, Meerholz, Büdingen, Birstein) und an das Departement der Werra des Königreichs Westphalen, im Osten an Teile des Herzogtums Sachsen-Weimar-Eisenach, im Osten und Süden an das Großherzogtum Würzburg, im Süden an das Großherzogtum Baden und an das Fürstentum Isenburg (südlicher Teil mit Offenbach am Main und Neu-Isenburg). Im Westen schloss das Großherzogtum Frankfurt an das Herzogtum Nassau an. Außerdem lagen benachbart einige Besitztümer des Kaiserreichs Frankreich und des Fürstentums Lippe-Detmold.

## Geschichte

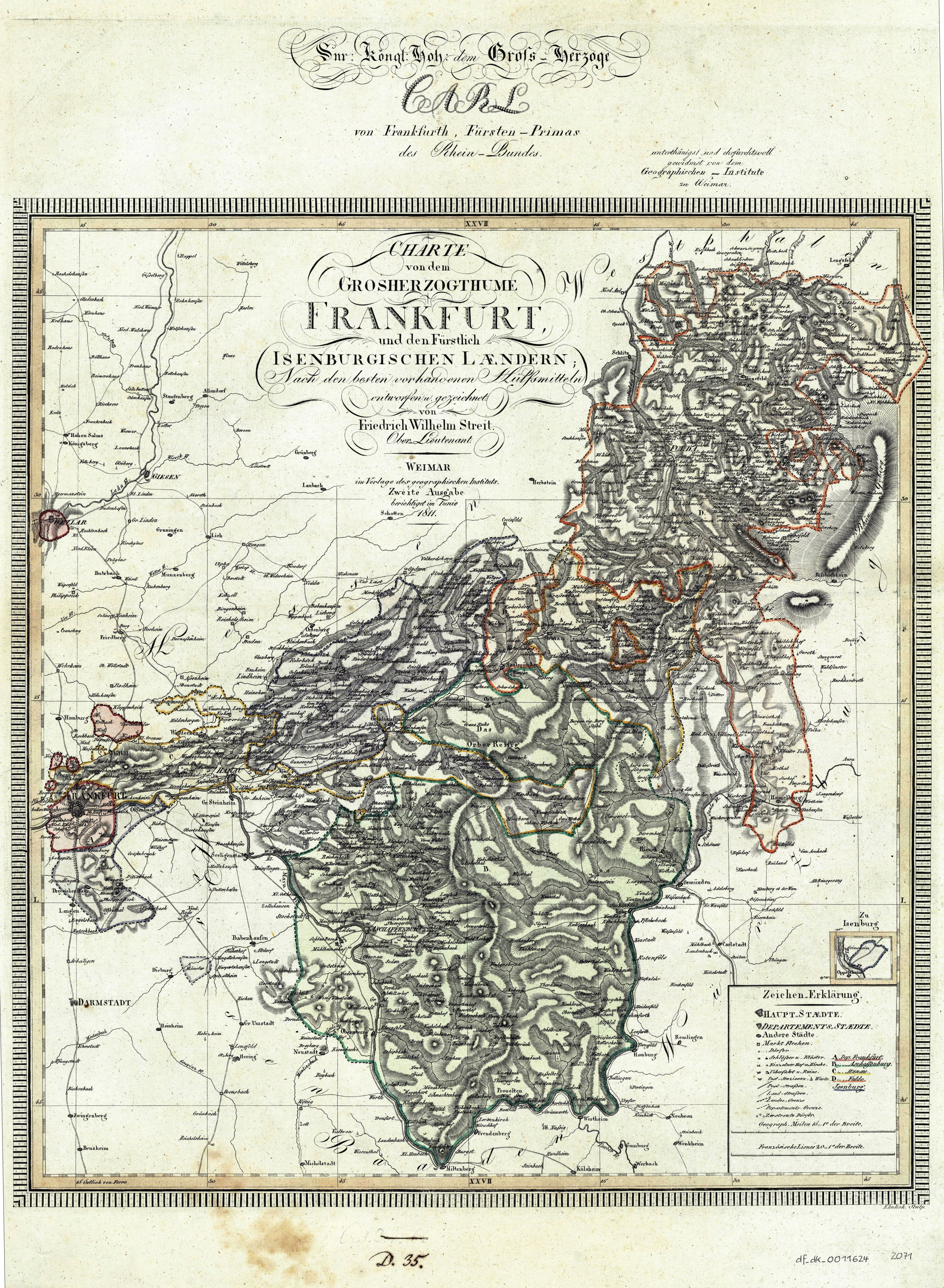
Karte des Großherzogtums von 1811

### Entwicklung bis 1810
Das Großherzogtum Frankfurt ist eng mit dem Namen Karl Theodor von Dalberg verbunden. Dalberg war der letzte Mainzer Erzbischof und Kurfürst. Durch den Reichsdeputationshauptschluss wurde der rechtsrheinische Teil des Erzstifts Mainz säkularisiert und als Fürstentum Aschaffenburg neu konstituiert. Zusammen mit den Territorien vom Fürstentum Regensburg und Wetzlar bildete es den Staat des Kurerzkanzlers. Im Rheinbundvertrag von 1806 wurde diesem zusätzlich die Reichsstadt Frankfurt zugesprochen.
Am 19. Februar 1810 unterzeichnete Napoleon I. einen Staatsvertrag, durch den das Großherzogtum gegründet wurde. Der Neugründung wurden unter Dalbergs Verzicht auf das Fürstentum Regensburg das Fürstentum Hanau und das ehemalige Hochstift Fulda einverleibt.

### Verfassung
Am 16. August 1810 wurde mit dem Höchsten Organisations-Patent der Verfassung des Großherzogtums Frankfurt eine am französischen Vorbild orientierte Verfassung erlassen. Sie sah Napoleons Stiefsohn Eugène de Beauharnais als Thronfolger vor. Eine Ständeversammlung des Großherzogtums Frankfurt war als Parlament vorgesehen. Sie hatte allerdings nur beratende Funktion und tagte nur ein einziges Mal, am 15.–26. Oktober 1810. Tagungsort war das Stadtschloss Hanau. Drei Ministerien wurden eingerichtet:
1. Auswärtiges, Kultus und Krieg (Josef Karl Theodor von Eberstein); Dienstsitz: Frankfurt
2. Inneres, Justiz und Polizei (Franz Joseph von Albini); Dienstsitz: Stadtschloss Hanau
3. Finanzen, Domänen und Handel (Leopold von Beust, später: Karl Christian Ernst von Bentzel-Sternau); Dienstsitz: Frankfurt

### Reformen
Dalberg erkannte den Reformdruck, dem nachzugeben auch erforderlich war, um den neuen Staat zu erhalten. Inwieweit er aus eigener Initiative, inwieweit er gezwungen durch äußeren Druck handelte, ist umstritten. Die Gleichheit der Untertanen vor dem Gesetz – einschließlich Abschaffung von Leibeigenschaft und Frondiensten, Abschaffung der Adelsprivilegien und Judenemanzipation – wurde eingeführt (§§ 13f Höchstes Organisations-Patent), ebenso die Religionsfreiheit (§ 11 Höchstes Organisations-Patent). Zum 1. Januar 1811 wurde der Code civil eingeführt. Im Januar 1812 wurde die Karlsuniversität in Aschaffenburg gegründet, deren Juristische Fakultät nach Wetzlar (Rechtsschule Wetzlar) und deren medizinisch-chirurgische Fakultät nach Frankfurt (Dr. Senckenbergische Stiftung) ausgelagert waren. Im Februar 1812 erließ Dalberg das „Schulpatent“. Damit sollte das Schul- und Bildungssystem landesweit nach französischem Vorbild reformiert werden. Dalberg ordnete die Verstaatlichung des gesamten Schulwesen und – soweit noch nicht geschehen – Herausnahme der allgemeinbildenden Schulen aus der kirchlichen Trägerschaft an. Diese Reform war in den Teilen des Großherzogtums, die zuvor schon von Dalberg regiert worden waren, schon 1806 eingeführt worden. Das Lyceum Carolinum in Frankfurt sollte die allgemeinwissenschaftliche Bildung der Studenten übernehmen und sie für das akademische Fachstudium an der Landesuniversität vorbereiten. Auch in den anderen Departementhauptstädten Aschaffenburg, Hanau und Fulda sollten Lyceen gegründet werden.
Mit Verordnung vom 5. Oktober 1812 wurde ab Anfang 1813 eine neue Gerichtsverfassung geschaffen: In jeder Departementshauptstadt und zusätzlich in Wetzlar wurde ein „Departementsgericht“ für zivilrechtliche Streitigkeiten eingerichtet. In der Praxis wurden die dort bereits bestehenden Gerichte lediglich umbenannt. Als zweite Instanz bestand in Frankfurt ein Appellationshof. Der Staatsrat des Großherzogtums bildete darüber hinaus den Kassationshof des Landes. Die standesherrliche und die Patrimonialgerichtsbarkeit blieben aber weitestgehend bestehen. Auch die römisch-katholische Geistlichkeit war vom ordentlichen Gerichtsweg ausgenommen – nicht aber die der evangelischen Kirchen.
Alle Konsistorien der Vorgängerstaaten – außer dem des Fürstentums Hanau – wurden aufgelöst. Das Konsistorium in Hanau wurde damit auch zur obersten Kirchenbehörde für die Lutherische und die Reformierte Kirche in Frankfurt, Wetzlar und Fulda.
Ähnlich wie im Königreich Westphalen und im Großherzogtum Berg waren aber auch hier alle Bemühungen, einen von den Prinzipien der Aufklärung geprägten Modellstaat zu schaffen, durch die extremen wirtschaftlichen Belastungen der napoleonischen Kriege zum Scheitern verurteilt. Dazu gehörte auch die Konskription für die napoleonische Armee. Das Großherzogtum hatte ein Kontingent von 2.800 Mann zu stellen und auszurüsten. Hinzu kam die Unterbringung und Verpflegung durchziehender Truppen, besonders im Kinzigtal. Der Staat bewegte sich ständig am Rand des Staatsbankrotts, was auch daran lag, dass der überwiegende Teil der Staatsdomänen im Gebiet des Großherzogtums schon Jahre zuvor von Napoleon beschlagnahmt worden und an seine Schwester, Pauline Bonaparte, und verdiente Generäle vergeben worden war. Allein dadurch verlor der Staat jährlich Einnahmen in Höhe von 600.000 Francs. Vollständig scheiterte auch eine innere territoriale Neuordnung des Großherzogtums mit Bereinigung der zum Teil in hohem Maß komplizierten Gemengelage von En- und Exklaven.

### Ende
Dalberg verließ das Großherzogtum am 30. September 1813 und dankte am 28. Oktober zugunsten des von Napoleon designierten Thronfolgers, Eugène de Beauharnais, ab.
Nach der Völkerschlacht bei Leipzig und dem Wiener Kongress zerfiel das Großherzogtum. Fulda und Hanau fielen an das Kurfürstentum Hessen, Aschaffenburg an Bayern, Wetzlar an Preußen. Frankfurt sollte ebenfalls an Bayern fallen, doch gelang es den städtischen Unterhändlern auf dem Wiener Kongress, die Wiederherstellung als Freie Stadt Frankfurt durchzusetzen.

## Militär
Frankfurt stellte als Mitglied des Rheinbundes ein Regiment Linieninfanterie, das auf französischer Seite am Spanischen Unabhängigkeitskrieg teilnahm.

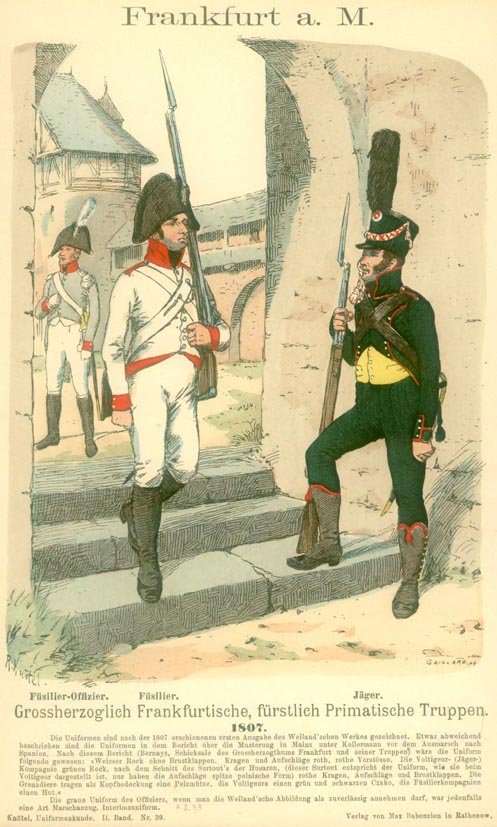
Frankfurter Truppen 1807 (links noch die alte weiße Uniform österreichischen Stils, rechts bereits die modernere französischer Art)
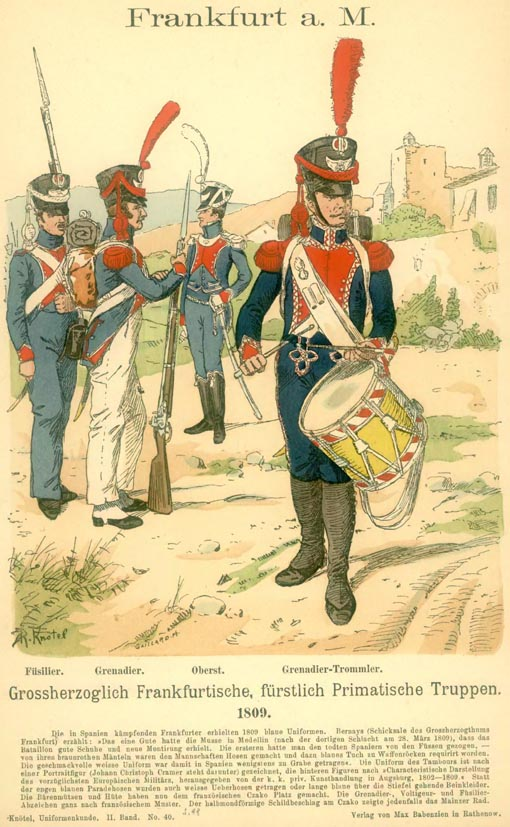
Frankfurter Truppen 1809
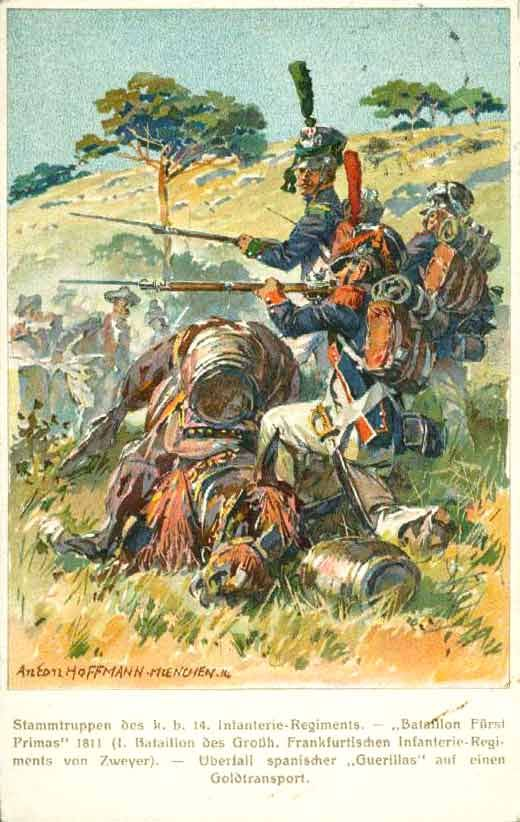
Frankfurter Infanterie im Gefecht (Spanischer Unabhängigkeitskrieg)

## Administrative Einteilung (1811)

### Departement Frankfurt
| Nummer | Name                            | Anzahl der Gemeinden | nach 1815                                 |
| ------ | ------------------------------- | -------------------- | ----------------------------------------- |
| I      | Departement Frankfurt           | 11                   |                                           |
| 1      | Frankfurt (Stadt)               | 1                    | Freie Stadt Frankfurt                     |
| 2      | Frankfurt (Landdistriktsmairie) | 9                    | Großteil Frankfurt, Teil Hessen-Darmstadt |
| 3      | Wetzlar (Unterpräfektur)        | 1                    | Preußen                                   |

### Departement Aschaffenburg
| Nummer | Name                            | Anzahl der Gemeinden | nach 1815 |
| ------ | ------------------------------- | -------------------- | --------- |
| II     | Departement Aschaffenburg       | 177                  | Bayern    |
| 1      | Aschaffenburg (Distriktsmairie) | 2                    |           |
| 2      | Aufenau                         | 2                    |           |
| 3      | Kreuzwertheim                   | 9                    |           |
| 4      | Eschau                          | 4                    |           |
| 5      | Frammersbach                    | 4                    |           |
| 6      | Kaltenberg                      | 26                   |           |
| 7      | Kleinwallstadt                  | 11                   |           |
| 8      | Krombach                        | 11                   |           |
| 9      | Lohr                            | 7                    |           |
| 10     | Obernburg                       | 11                   |           |
| 11     | Rieneck                         | 4                    |           |
| 12     | Rothenbuch                      | 18                   |           |
| 13     | Rothenfels                      | 8                    |           |
| 14     | Schweinheim                     | 18                   |           |
| 15     | Triefenstein                    | 6                    |           |
| 16     | Klingenberg                     | 11                   |           |
| 17     | Stadtprozelten                  | 7                    |           |
| 18     | Hoppach                         | 1                    |           |
| 19     | Fechenbach                      | 2                    |           |
| 20     | Orb                             | 5                    |           |
| 21     | Burgjoß                         | 10                   |           |

### Departement Fulda
| Nummer | Name                          | Anzahl der Gemeinden | nach 1815                |
| ------ | ----------------------------- | -------------------- | ------------------------ |
| III    | Departement Fulda             | 305                  |                          |
| 1      | Fulda (Stadt)                 | 1                    | Hessen-Kassel            |
| 2      | Bieberstein (Distriktsmairie) | 26                   | Hessen-Kassel und Bayern |
| 3      | Brückenau                     | 23                   | Bayern                   |
| 4      | Burghaun                      | 16                   | Hessen-Kassel            |
| 5      | Dermbach                      | 16                   | Sachsen-Weimar           |
| 6      | Eiterfeld                     | 20                   | Hessen-Kassel            |
| 7      | Fulda Land                    | 34                   | Hessen-Kassel            |
| 8      | Geisa                         | 21                   | Sachsen-Weimar           |
| 9      | Großenlüder                   | 20                   | Hessen-Kassel            |
| 10     | Hammelburg                    | 18                   | Bayern                   |
| 11     | Haselstein                    | 9                    | Hessen-Kassel            |
| 12     | Hünfeld                       | 17                   | Hessen-Kassel            |
| 13     | Johannesberg                  | 21                   | Hessen-Kassel            |
| 14     | Neuhof                        | 21                   | Hessen-Kassel            |
| 15     | Salmünster                    | 18                   | Hessen-Kassel            |
| 16     | Weyhers                       | 24                   | Hessen-Kassel und Bayern |

### Departement Hanau
| Nummer | Name                          | Anzahl der Gemeinden | nach 1815     |
| ------ | ----------------------------- | -------------------- | ------------- |
| IV     | Departement Hanau             | 83                   | Hessen-Kassel |
| 1      | Hanau (Stadt)                 | 1                    |               |
| 2      | Altengronau (Distriktsmairie) | 8                    |               |
| 3      | Bergen                        | 14                   |               |
| 4      | Bieber                        | 5                    |               |
| 5      | Büchertal                     | 14                   |               |
| 6      | Gelnhausen                    | 11                   |               |
| 7      | Schwarzenfels                 | 10                   |               |
| 8      | Steinau                       | 13                   |               |
| 9      | Windecken                     | 7                    |               |

Anmerkung: Die Ortschaften Dorndiel, Mosbach und Radheim der Distriktsmairie Obernburg kamen erst 1817 durch Gebietstausch von Bayern an das Großherzogtum Hessen (Hessen-Darmstadt).

## Regierung
- Karl Christian Ernst von Bentzel-Sternau, Finanz- und Staatsminister